# ایگنای-لو-داک
ایگنای-لو-داک (به فرانسوی: Aignay-le-Duc) یک کمون در فرانسه است که در Canton of Aignay-le-Duc واقع شده‌است.

## خصوصیات
ایگنای-لو-داک ۲۴٫۸۶ کیلومترمربع مساحت و ۳۳۵ نفر جمعیت دارد و ۳۳۰ متر بالاتر از سطح دریا واقع شده‌است.